# オレンジペコー

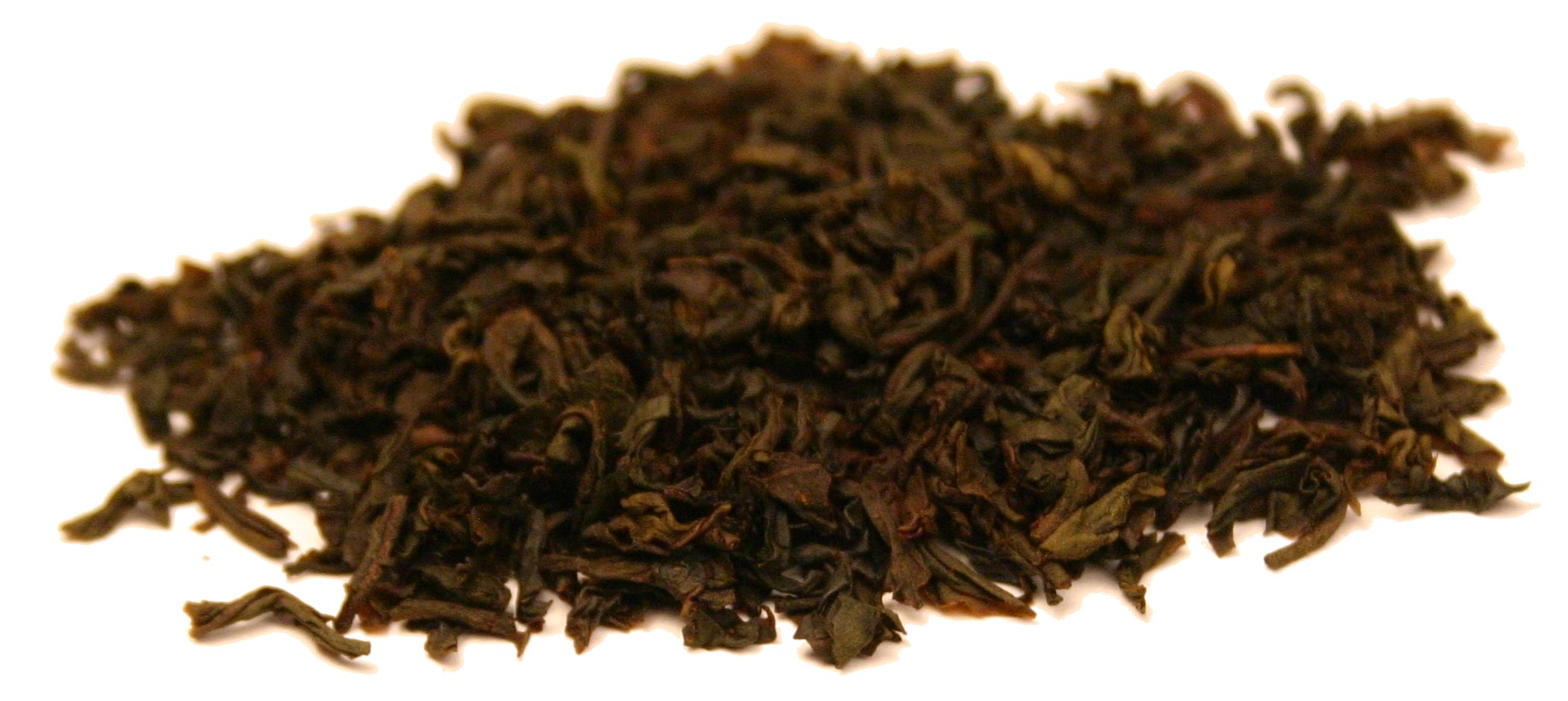
ウィルソン・セイロン・アールグレイ F.B.O.P. （フラワリー・ブロークン・オレンジ・ペコー）

オレンジ・ペコー（英語: orange pekoe、[ˈpiː.koʊ]）は西洋の茶、特に紅茶の取引において使用される等級（オレンジ・ペコー等級）。OPと略される。中国語起源とする説もあるが、一般的にこの等級は、非中国語圏のスリランカやインドなど中国以外の産地の茶にも用いられる。この等級は、茶葉のサイズの大きさや形状に基づいている。
茶産業では、オレンジ・ペコーの用語を特定の大きさの茶葉のうち、標準的な中等級の紅茶に用いているが、北アメリカなど、地域によってはノーブランドの紅茶の名称として使われている。ただし、消費者向けには紅茶の一種として表現されることも多い。この等級において、高い等級を与えられる茶葉は、新芽から得られる。オレンジ・ペコーは少量の枝先の新芽とそのすぐ下の1枚目の若葉からなる。等級は8–30メッシュの網目の篩にかけたときの、葉の大きさによって決定される。それぞれの葉の形状の完全性、すなわち欠け具合も等級に関わる。これらは葉の品質を定める要因には留まるわけではないが、葉の大きさや完全性は味、透明度、淹れ時間に影響を与える。
紅茶の等級という文脈で用いられる場合において、"ペコー"（時としてオレンジ・ペコーともされる）という用語は、 新葉の中の先端の開いていない葉のことを指す。

## 語源

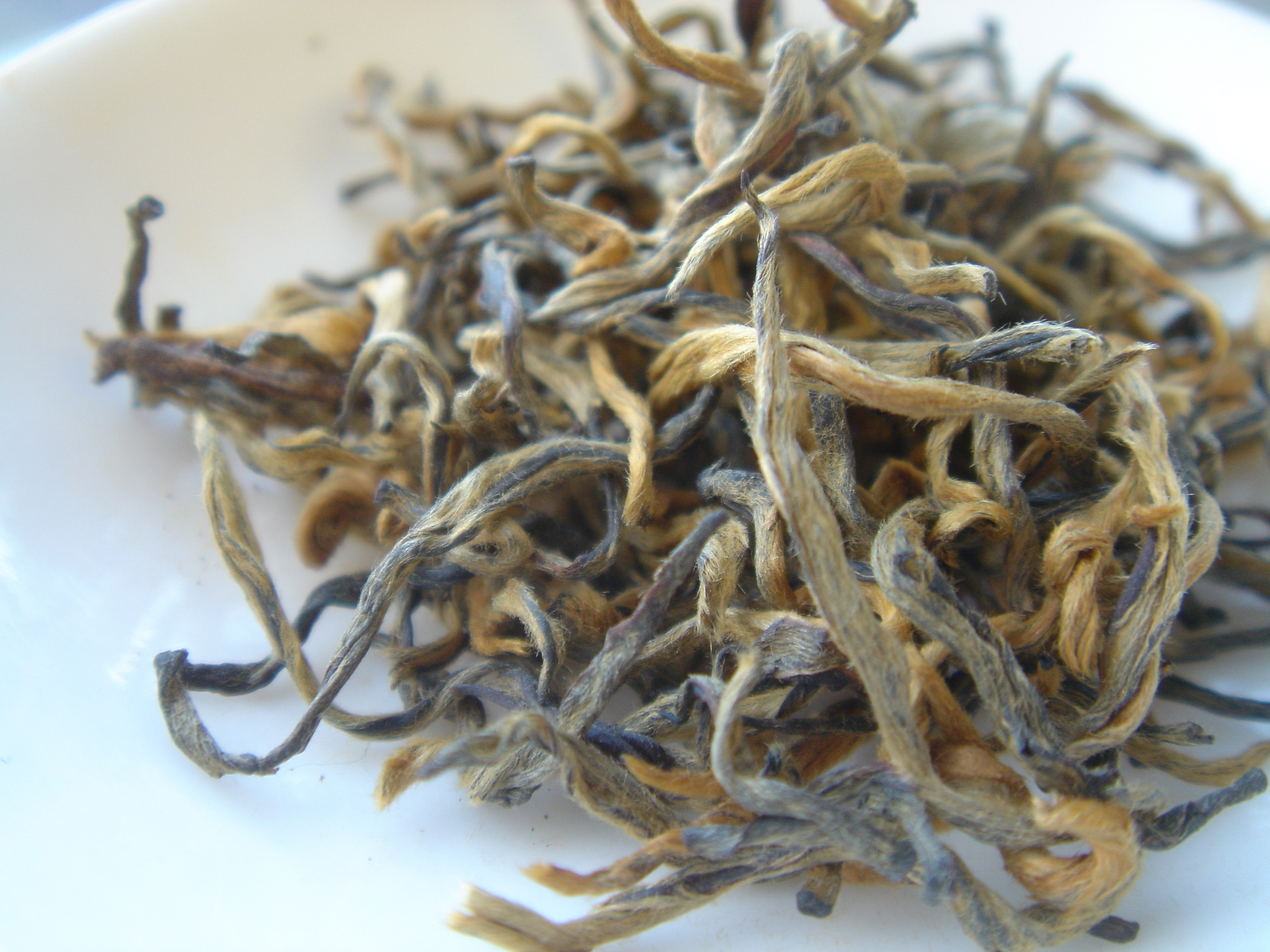
白い産毛を持つ紅茶の葉

"ペコー"という用語の起源は定かではない。一説によると、新芽や若葉の裏側を覆う白く細かい産毛を意味する白毫（pe̍h-ho）の廈門地域での発音が誤って伝わったものに由来するとされる。これは、ロバート・モリソン（1782年 - 1834年）が作成した中国語辞典の中で「ヨーロッパ人に一般的に知られている」7種類の紅茶の一種として列挙された「ペコー」に関する説明である。別の説によると、中国語の白花（pe̍h-hoe）に由来するとされる。
19世紀に、リプトンの創始者トーマス・リプトンが西洋の市場にオレンジ・ペコーの概念を普及ないし考案させたが、中国語の先例から採用したわけではないとみられる。オレンジ・ペコーの「オレンジ」はオレンジの香りやオレンジオイル、またはオレンジを想起されるものを付加したものと誤解されることが多いが、茶のフレーバーとは無関係である。以下のふたつの説があるが、いずれも決定的ではない。
1. 人名: 現在オランダの王室であるオラニエ＝ナッサウ家（House of Orange-Nassau）はネーデルラント共和国時代には既に最も権威ある貴族の家庭となっており、事実上ホラント州とゼーラント州のオランダ総督となっていた。オランダ東インド会社はヨーロッパへの茶の導入に中心的な役割を果たしており、オラニエ＝ナッサウ家との関連性を暗示する「オレンジ」を茶のマーケティングに用いた[12]。
2. 色: 酸化した乾燥させる前の銅色、すなわち乾燥させたオレンジ色にとても輝いて見える葉の色が名前に関係している[14]。これらは大抵上等な産毛で覆われた一つの芯芽と二枚の葉でできている。茶が完全に酸化したときにオレンジ色になる。

## 脚註
1. ↑  英語での orange pekoe の意味 - Cambridge Dictionary Cambridge University Press & Assessment
2. ↑  Pekoe Definition & Meaning Merriam-Webster
3. 1 2 3  “Stash Orange Pekoe Tea”. Stash Tea (2006年). 2006年12月12日閲覧。
4. ↑  Swann's Classic Teas. “The Leaf is All: Leaf Grading”. Swann's Classic Teas. 2006年8月19日時点のオリジナルよりアーカイブ。2006年12月12日閲覧。
5. ↑  Peet's Coffee (2006年). “Learn: Tea Grades”. Peet's Coffee & Teas. 2006年12月12日閲覧。
6. ↑  Barnes & Watson Fine Teas (2006年). “Leaf Grades”. Barnes & Watson Fine Teas. 2007年1月24日時点のオリジナルよりアーカイブ。2006年12月12日閲覧。
7. ↑  “Tea grades”. Tea grades.   House of Tea. 2012年11月14日閲覧。
8. ↑  Campbell Ronald Harlers (1973), "Tea Production", 18 (15 ed.), Encyclopædia Britannica Inc.
9. ↑  Marian Segal (1996年3月). “Tea: A Story of Serendipity”. FDA Consumer magazine. 2006年12月12日閲覧。
10. ↑  Olde Wyndham Tea Company (2002年). “Grades of Gourmet Tea”. Olde Wyndham Tea Company. 2006年12月9日時点のオリジナルよりアーカイブ。2006年12月12日閲覧。
11. ↑  AFD (Appui à la Formation et au Développement). “Les techniques d'exploitation – Cueillette – Normes de cueillette”. Théier (Camellia sinensis). 2006年12月12日閲覧。
12. 1 2  James Norwood Pratt (2002年5月). “The Dutch Invent "Orange Pekoe"”. TeaMuse Monthly Newsletter. 2006年12月12日閲覧。
13. ↑  Rev. Robert Morrison, A dictionary of the Chinese language, vol. 1, pt. 2, pp. 3-4. Quote: "The sorts commonly known to Europeans are these, ... ; 4th, Pekoe, 白毫, Pih-haou; ...".  The same text is reproduced in the 1865 reprint.
14. ↑  Gillards of Bath (2006年). “Dargeeling teas”. Gillards of Bath. 2007年1月11日時点のオリジナルよりアーカイブ。2006年12月12日閲覧。